# Муханов, Илья Дмитриевич
Илья Дмитриевич Муханов (1815—1893) — русский военный и общественный деятель.  Генерал от инфантерии (1885).  

## Биография
Родился 20 февраля 1815 года. 25 июня 1837 года после окончания Пажеского Его Императорского Величества корпуса произведён в подпоручики и определён в Измайловский лейб-гвардии полк.
В 1843 году произведён в штабс-капитаны гвардии. В 1844 году назначен адъютантом к принцу П. Г. Ольденбургскому. В 1851 году произведён в полковники гвардии. 
В 1860 году произведён в генерал-майоры, с назначением состоять при Его Высочестве принце П. Г. Ольденбургском. 
В 1867 году произведён в генерал-лейтенанты. С 1872 года почётный опекун Опекунского совета Учреждений императрицы Марии Фёдоровны.
В 1885 году произведён в генералы от инфантерии. 
Умер 9 июня 1893 года в селе Ивашково, Владимирской губернии. Похоронен в Александро-Невской лавре.

## Награды
Награды
- Орден Святого Станислава 3-й степени (1839)
- Орден Святой Анны 3-й степени  (1846)
- Орден Святой Анны 2-й степени с Императорской короной (1850)
- Орден Святого Владимира 4-й степени (1853)
- Орден Святого Владимира 3-й степени (1856)
- Орден Святого Станислава 1-й степени (1862)
- Орден Святой Анны 1-й степени  (1866)
- Орден Святого Владимира 2-й степени  (1870)
- Орден Белого орла (1873)
- Орден Святого Александра Невского (1878; бриллиантовые знаки — 1892)

## Семейные связи
- Жена — Елизавета Степановна Валуева, дочь камергера С. П. Валуева и внучка П. С. Валуева[3]